# Pietro Tacchini
Pietro Tacchini (Modena, 21 marzo 1838 – Spilamberto, 24 marzo 1905) è stato un astronomo, astrofisico e meteorologo italiano.

## Biografia
Pietro Tacchini, all’anagrafe Pietro Benedetto Giuseppe Andrea Tacchini, nacque a Modena il 21 marzo 1838 da Giuseppa Selmi e da Bartolomeo Tacchini, farmacista dell’Ospedale di Sant’Agostino.

### Modena e gli anni della formazione
Laureatosi in ingegneria a Modena a soli 19 anni nel 1857, Tacchini fu immediatamente notato per il suo genio matematico dal professore Giuseppe Bianchi, primo direttore dell'Osservatorio Astronomico del Ducato di Modena, oggi Osservatorio Geofisico del Dipartimento di Ingegneria Enzo Ferrari dell'Università di Modena e Reggio Emilia.
Su richiesta del Bianchi, desideroso di avere un nuovo assistente, Tacchini fu inviato dal Duca Francesco V all'università di Padova per perfezionarsi in astronomia. Dal 1858 al 1859 Tacchini poté quindi fare tesoro degli insegnamenti di celebri astronomi padovani del calibro di Giovanni Santini e Virgilio Trettenero. È in questo periodo che Tacchini inoltre iniziò a disegnare con accuratezza i fenomeni astronomici che osservava e studiava, dimostrando le proprie non comuni doti artistiche e inaugurando un’abitudine che lo avrebbe accompagnato sempre nelle sue ricerche.
Nel 1859, in seguito ai giorni convulsi della caduta del Ducato e della proclamazione dell’adesione di Modena al Regno di Sardegna, il Bianchi fu costretto per motivi politici ad abbandonare la direzione dell’Osservatorio: Pietro Tacchini riuscì a cogliere l’occasione per far valere i suoi diritti, già riconosciuti dal Duca e maturati a Padova, ed essere collocato nell’Osservatorio modenese, anche se non nel ruolo che il Bianchi aveva predisposto per lui. Pietro Tacchini, ventunenne, venne infatti nominato direttore dell’Osservatorio Astronomico di Modena, carica che mantenne fino al 1863. Negli anni modenesi Tacchini studiò i dati rilevati dalla strumentazione dell’Osservatorio in merito a clima, temperature, piovosità e terremoti verificatisi nel modenese. Le numerose osservazioni meteorologiche, prosecuzione del lavoro del Bianchi, sfociarono nella pubblicazione di un opuscolo e in decine di note manoscritte, oggi conservate presso la Biblioteca Estense di Modena.
Oltre all’attività di studio e analisi, Tacchini si distinse anche per il suo impegno nella divulgazione scientifica in ambito astronomico: egli si occupò infatti regolarmente di informare i Modenesi delle ultime novità scientifiche, come la scoperta della composizione chimica del Sole da parte dell’astronomo Jules Janssen, o dei fenomeni celesti attesi, come eclissi e comete, dalle pagine di giornali quali La Gazzetta di Modena e il “Panaro”, tramite articoli e perfino rubriche mensili. In questi articoli Tacchini si premurava di spiegare affabilmente e talvolta anche con toni dilettevoli i principali fenomeni celesti; illustrava come, in che direzione e a che ora osservare le rare manifestazioni astrali previste dal suo Osservatorio, o indicava come quegli stessi corpi celesti si sarebbero potuti osservare da altre parti del globo; inoltre anche nel mostrare le scoperte scientifiche fatte da altri spesso approfondiva l’argomento con proprie analisi e ipotesi originali.

### Gli incarichi a Palermo e Roma

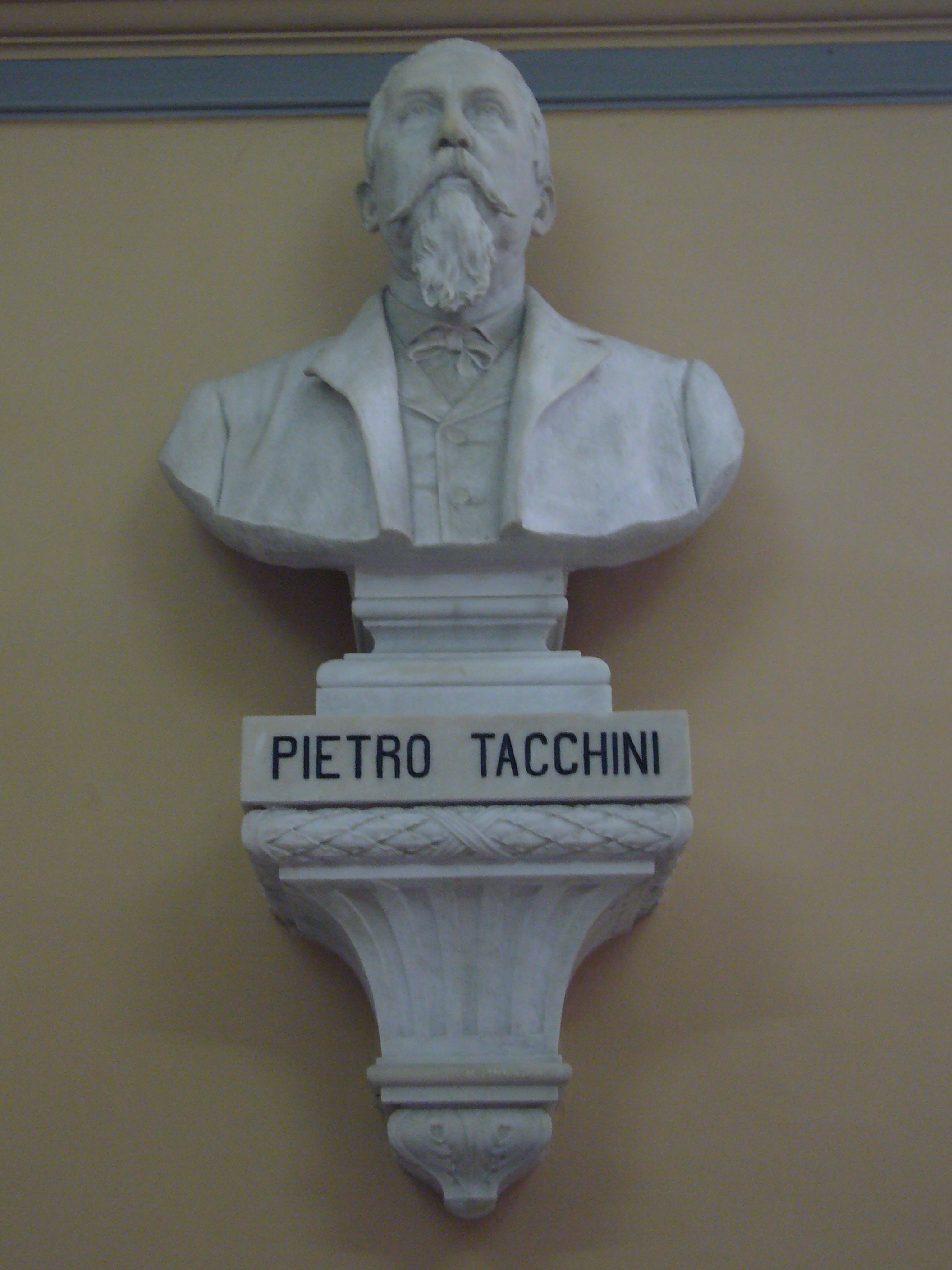
Roma, busto di Pietro Tacchini nella sede dell'UCEA al Collegio Romano

Il 19 agosto 1863 Tacchini fu contattato per conto del Ministro Michele Amari da Giovanni Schiaparelli, direttore dell’Osservatorio Astronomico di Brera a Milano, con la proposta di andare all'Osservatorio di Palermo, che era allora dotato della migliore strumentazione disponibile all'epoca, con la qualifica di astronomo aggiunto e l'incarico sostanziale di direttore. Come spiega Schiaparelli nella lettera privata inviata a Tacchini, le ragioni della nomina sono in buona parte politiche: il precedente direttore dell’Osservatorio di Palermo, Domenico Ragona, era caduto in disgrazia per le passate simpatie con il governo borbonico; al suo posto era stato reinserito Gaetano Cacciatore, già direttore fino al 1849, quando fu cacciato dai Borbone per le sue idee liberali e sostituito con Ragona. Sebbene Cacciatore fosse “persona eccellente e onesta” e un esperto astronomo, gravi problemi alla vista e la sua inesperienza con le ultime invenzioni nel campo degli strumenti astronomici rendevano indispensabile affiancarlo ad un astronomo giovane ed esperto che potesse di fatto assumersi gran parte degli oneri di direttore, lasciando a Cacciatore le incombenze amministrative e didattiche.
Il giovane Tacchini accettò l’incarico, partendo per Palermo nell’autunno del 1863, dove rimase fino al 1879, dando grande sviluppo all'attività dell'osservatorio, con l'acquisto di ulteriori strumentazioni e la pubblicazione del Bullettino Meteorologico del R. Osservatorio di Palermo, che divenne anche il veicolo di pubblicazione della ricerca astronomica da lui condotta localmente, in particolare circa le sue osservazioni spettroscopiche delle protuberanze solari.
In questa ricerca Tacchini condivideva con Angelo Secchi l'opinione che il futuro dell'astronomia fosse nell'astrofisica - disciplina allora nascente - mentre la maggior parte degli astronomi dell'epoca ritenevano che il terreno di ricerca dell'astronomo dovesse restare nell'ambito della meccanica celeste e dell'astronomia di posizione.
Nel 1871 fondò con Secchi la Società degli Spettroscopisti Italiani (di cui rimase presidente a vita), che nel 1872 cominciò a pubblicare le Memorie della Società degli Spettroscopisti Italiani, edite a cura dello stesso Tacchini, prima rivista specializzata in astrofisica in Italia. Organizzò inoltre, con Secchi all'osservatorio vaticano e Giuseppe Lorenzoni all'osservatorio di Padova, una rete di osservazioni spettroscopiche quotidiane dell'attività solare. Nel 1879 succedette a Padre Angelo Secchi, morto l’anno precedente, nella direzione dell'Osservatorio del Collegio Romano.
Sempre nello stesso anno Tacchini fu nominato anche direttore dell'Ufficio Centrale di Meteorologia, ugualmente allocato al Collegio Romano. Egli inoltre progettò e realizzò la Stazione meteorologica di Monte Cimone (allora Osservatorio astronomico meteorologico) ed altri osservatori tra cui la Stazione meteorologica di Sestola. Nel 1895 fondò la Società sismologica Italiana, rimanendone direttore fino alla morte. Tutte queste attività si accompagnarono costantemente alla redazione di Memorie e Bollettini ufficiali.
In effetti Tacchini fu, oltre che un importante ricercatore, una rilevante figura di organizzatore scientifico, non solo in campo astronomico, ma anche meteorologico e sismologico.

### Le missioni scientifiche internazionali
Tacchini partecipò a numerose spedizioni scientifiche, finalizzate soprattutto all'osservazione di eclissi solari: nel 1875 con gli inglesi della Royal Astronomical Society, nelle Isole Nicobare; nel 1882 in Egitto; nel 1883 con i francesi in Micronesia; nel 1886, ancora con gli inglesi nelle Antille; nel 1887 in Russia e nel 1900 in Algeria.
Nel 1874, in India per l'osservazione del transito di Venere sul Sole, progettò l'osservatorio di Calcutta, realizzato nell'anno successivo, e nel 1876 propose la costruzione di un osservatorio a Catania (che fu chiamato Osservatorio Bellini) sulla parte alta dell'Etna, a quota 2941 metri. Grazie a questa iniziativa, a Catania sorse la prima (e unica all'epoca) cattedra di astrofisica italiana che fu affidata, insieme all'osservatorio realizzato nel 1880, all’astronomo modenese (nonché amico fraterno di Tacchini) Annibale Riccò, e l'Italia partecipò al progetto di carta del cielo dell'Accademia francese delle scienze.

### Le donazioni al Museo civico di Modena
Con la sua città natale Tacchini mantenne sempre forti legami, nonostante la distanza: lo testimoniano i frequenti contatti con intellettuali e istituzioni modenesi, e in particolare con il Museo civico di Modena, fondato nel 1871 e di cui Tacchini segue con attenzione gli anni della costituzione. Egli infatti condivideva il disegno culturale e politico che aveva portato alla nascita del nuovo museo cittadino, improntato su ideali di stampo positivista, come la fiducia nel progresso delle tecniche e della civiltà umana, l’importanza assegnata alla memoria civica, l’esplorazione di nuovi rami di scienza ed arte. Inoltre Tacchini partecipò attivamente all’ampliamento delle collezioni del Museo: egli era probabilmente a conoscenza del desiderio del direttore del Museo, Carlo Boni, di affiancare alle raccolte archeologiche una collezione etnografica, secondo quel metodo comparativo tra testimonianze preistoriche e manufatti etnografici che all’epoca si stava diffondendo in diversi musei europei.
Pertanto a Tacchini non mancò occasione, nel corso delle sue spedizioni astronomiche in paesi lontani, di raccogliere ricordi e testimonianze di carattere etnografico, che poi donò in parte al Museo e in parte trattenne nelle proprie private collezioni, donate dopo la sua morte al Museo dagli eredi.
Dal soggiorno indiano del 1874, durato complessivamente cinque mesi, e dalla spedizione dell’anno seguente al largo dell’Oceano Indiano, Tacchini portò a Modena reperti come un modellino di canoa con bilanciere, delle bacchette per accendere il fuoco, delle torce vegetali, una grattugia di corteccia di palma, degli attingitoi per acqua in cocco, gioielli, oggetti d’arredo e fotografie di repertorio acquistate come souvenirs. Egli non dimostrò però molto interesse nell’osservazione etnografica e antropologica, non lasciando alcuna osservazione scritta che non andasse oltre alla semplice curiosità del turista, e riservando invece il proprio tempo libero a studi naturalistici. Tale attività era però assolutamente marginale ed episodica rispetto al principale obiettivo della spedizione, ossia la ricerca astronomica, che assorbiva la maggior parte del suo tempo.
Dalla spedizione al Cairo del 1882 Tacchini riportò con sé diverse testimonianze materiali dell’Egitto antico: frammenti di bende di lino che avvolgevano le mummie, tre piccoli coccodrilli imbalsamati e una testa mummificata, che andarono ad implementare il piccolo gruppo di antichità egiziane del Museo, all’epoca catalogate come reperti etnografici.
Nel 1883, aggregandosi ad una missione francese con l’obiettivo di osservare un'eclissi di durata eccezionale, si recò nell’Isola Carolina nell’Oceano Pacifico, passando per le Isole Marchesi, Tahiti e le Hawaii: dal viaggio riportò fotografie di musicanti e donne indigene, campioni di tapa e fibre vegetali, attrezzi per la pesca, cappelli di paglia, una mazza di legno per fabbricare la tapa, due paralumi, una piccola ventola di paglia, campioni di piante e minerali.
Nel 1887 organizzò insieme all’amico e collega Riccò una spedizione in Russia, da cui tornò con vari oggetti di artigianato e costumi.
Oltre a rifornire personalmente le raccolte del Museo modenese grazie ai suoi viaggi, Tacchini si prestò inoltre come mediatore, grazie alle sue conoscenze romane e in particolare con l’archeologo Luigi Pigorini, per promuovere scambi di reperti tra i musei di Modena e Roma.
Tra le donazioni di Tacchini al Museo sono presenti anche numerosi manufatti dell’Africa orientale: poiché non risulta che egli si sia mai recato in quei luoghi, è probabile che anche questi oggetti siano frutto di scambi con altri viaggiatori, come i concittadini Augusto Salimbeni o Augusto Valli, che dai territori del Corno d'Africa intrattennero con lui stretti rapporti epistolari.

### Gli anni dopo il ritiro
Nonostante l’intensa attività che caratterizzò tutta la sua carriera, tra il 1899 e il 1902 Tacchini si dimise da tutti gli incarichi, a nemmeno sessant’anni, ritirandosi a vita privata a Spilamberto. La ragione di tale decisione, che colse tutti di sorpresa, non è da ricercare nelle sue condizioni di salute, che apparivano ancora buone nonostante la reiterata comparsa di qualche disturbo epatico. Il motivo del suo ritiro si spiega invece nella delusione provata per l’ingratitudine e l’indifferenza delle istituzioni, a seguito dei tagli dei finanziamenti alle sue ricerche, delle ristrettezze di bilancio, dei ritardi di mesi da parte del Ministero nei pagamenti, degli intrighi istituzionali e degli opportunismi personali.
Negli ultimi scritti privati, Tacchini dimostra di essere ormai stanco di queste indecorose limitazioni, che rischiavano di far sfigurare l’Italia davanti alle altre nazioni e che di fatto impedivano le attività degli istituti di ricerca in meteorologia e geodinamica, proprio in un territorio come quello italiano, da sempre esposto ad eventi sismici e condizioni climatiche molto diversificate:
(Pietro Tacchini, Lettera ad Annibale Riccò)
Come si evince dalla corrispondenza degli amici e dalle notizie di stampa dell’epoca, l’ultima delusione fu la mancata nomina a Senatore del Regno, già concessa ad esempio a Schiaparelli; una carica prestigiosa che sicuramente Tacchini si aspettava dopo aver consacrato tutta la sua vita al servizio dell'Italia e al progresso della scienza. Ne dà conferma il fatto che Tacchini, per dedicarsi meglio ai propri studi, fosse rimasto celibe o, come affermava lui stesso, avesse sposato l’astronomia.
A ciò si aggiunge l’amarezza nell’assistere al parziale smantellamento della sezione etnografica del Museo civico di Modena che era stata creata in buona parte grazie al suo contributo: i tempi erano cambiati, così come il clima culturale e politico, ed era venuta a mancare la fiducia illimitata nel progresso che aveva posto le basi per la costituzione della sezione etnografica del Museo. Il nuovo direttore, Luigi Gandini, decise quindi di dare più spazio alle collezioni artistiche, relegando la raccolta etnografica in una sola sala.
Negli ultimi anni di vita Tacchini decise dunque di ritirarsi nella sua “casa rossa” a Rola di Spilamberto, una grande villa di campagna in cui amava ricevere gli amici e dove si dedicò ad osservare il cielo registrandone gli eventi meteorologici, a studiare i documenti d’epoca alla ricerca di antichi fenomeni celesti o meteorici, e a collezionare trafiletti di giornali che riportavano eventi atmosferici particolarmente strani o eccezionali.
Dopo gravi sofferenze epatiche, Pietro Tacchini si spense infine il 24 marzo 1905.

## Onorificenze e riconoscimenti
Nonostante le delusioni e la sfiducia degli ultimi anni, furono molte le onorificenze riconosciute a Tacchini. 
Fu Socio della Società Italiana delle Scienze e Socio della Reale Accademia dei Lincei dal 1882 (ricoprendone per un periodo anche la carica di Amministratore); nel 1888 la Società Reale di Londra gli assegnò la Medaglia Rumford per gli studi solari e lo fece Socio; anche l’Accademia delle Scienze di Francia lo volle suo Socio e nel 1892 gli conferì il premio di Janssen. Fu Socio di più di una decina di altre istituzioni italiane, europee e anche internazionali.
Ugualmente numerose furono le alte onorificenze:
Gli sono stati dedicati:
- un asteroide, 8006 Tacchini[17]
- il cratere Tacchini di 40 km di diametro sulla Luna[18].
- una strada a Roma
- un premio della Società Astronomica Italiana (SAIt)[19].